# Kythira
Kythira (Grieks: Κύθηρα, andere schrijfwijzen Kithira, Kythera, Cythera), ook bekend als Cerigo (Τσιρίγο of Tsirigo) is een Grieks eiland en gemeente (dimos) in de Griekse bestuurlijke regio (periferia) Attica. Het eiland heeft historische banden met de Ionische Eilanden, maar is daar bestuurlijk niet in geïntegreerd. Het eiland ligt helemaal onderaan de oostelijke punt van Peloponnesos. Ten zuiden van Kythira ligt het kleinere Antikythera.
De oppervlakte is 284 km². De zestig dorpen op het eiland vormen één gemeente; de hoofdplaats is Chora (of Kythira). In de 19e eeuw waren er meer dan veertienduizend inwoners; In 2011 is de bevolking gedaald tot 4030. In Australië alleen al zouden er meer dan 60.000 afstammelingen leven van emigranten uit Kythira.

## Dorpen op Kithyra
- Agia Pelagia, een haventje
- Agios Ilias
- Alexandrades
- Aloizianika
- Areoi
- Aroniadika
- Avlemonas
- Charchaliana, op het eiland Antikythera
- Christoforianika
- Diakofti, een haventje
- Drimonas
- Dokana
- Dourianika
- Fatsadika
- Fratsia
- Friligianika
- Galaniana, op het eiland Antikythera
- Gerakaria
- Gerakianika
- Goudianika
- Kalamos
- Kalisperianika
- Kalokerines
- Kapsali
- Karavas
- Karvounades
- Kastrisianika
- Kato Livadi
- Keramoto
- Kontolianika
- Kousounari
- Kypriotianika
- Kythira of Chora, de hoofdplaats
- Lianianika
- Limionas
- Livadi, het commerciële centrum
- Katouni
- Logothetianika
- Louriantianika
- Milopotamos
- Mitata
- Palaiopoli
- Perlegianika
- Petrouni
- Platia Ammos
- Pitsinades
- Pitsinianika
- Potamos
- Progi
- Skoulianika
- Strapodi
- Tsikalaria
- Trifylianika
- Vamvakaradika
- Viaradika
- Vouno
- Zaglanikianika

## Verkeer en vervoer
Het eiland heeft een luchthaven: Luchthaven Kythira.